# František Donth
František Donth (Rokytnice nad Jizerou, 14 luglio 1904 – ...) è stato un fondista cecoslovacco.

## Palmarès

### Mondiali
- Oro a Johannisbad 1925 nei 50 km.
- Argento a Johannisbad 1925 nei 18 km.
- Argento a Cortina d'Ampezzo 1927 nei 18 km.
- Bronzo a Cortina d'Ampezzo 1927 nei 50 km.